# 利德海崖
68°31′S 78°16′E / 68.517°S 78.267°E
利德海崖，是南極洲的海崖，位於伊麗莎白公主地，屬於韋斯特福爾山脈的一部分，處於克拉布湖以北3公里的布雷德內斯半島中北部，海拔高度125米，由挪威製圖師根據探險隊拍攝的空中照片繪入地圖，現時由南極條約體系管理。